# Johann Georg Iken
Johann Georg Iken (* 12. Dezember 1786 in Bremen; † 6. Mai 1850 in Bremen) war ein Jurist und Bremer Senator.

## Biografie
Johann Iken war der Sohn des Senators Jacob Ludwig Iken (1758–1811) und seiner Frau Agnes (1761–1816). Sein  Großvater war der Bremer Bürgermeister Justin Friedrich Wilhelm Iken (1726–1805). Seine Brüder waren der Gelehrte Carl Jakob Ludwig Iken (1789–1841) und der Syndikus August Ferdinand Arnold Iken (1793–1853), sein Cousin der Senator Justin Friedrich Wilhelm Iken (1785–1866).

Er war verheiratet mit der Notartochter Caroline Fredericke Willmanns (1790–1873); beide hatten drei Kinder. Die Familie wohnte Am Wall Nr. 98/200.
Er absolvierte seine Schulzeit in Bremen, ab 1804 am Gymnasium Illustre in Bremen. Er studierte ab 1805 Rechtswissenschaften an der Universität Göttingen, 1806 an der Universität Heidelberg und er promovierte 1808 in Göttingen zum Dr. jur.
In der Bremer Franzosenzeit war er ab 1811 Sachführer am Tribunalgericht und ab 1812 Sekretär am Handelsgericht in Bremen. 1813/14 kämpfte als Leutnant im freiwilligen Bremer Feldbataillon unter Generalmajor Friedrich Karl von Tettenborn und Major Christian August von Weddig gegen die Franzosen.
1814 wurde er Sekretär am Niedergericht und 1818 am Obergericht in Bremen. Von 1824 bis 1849 war er als Nachfolger des zum Bürgermeister gewählten Johann Michael Duntze Bremer Senator. 1849 trat er in das Richterkollegium ein.